# جاك إيفانز (لاعب كرة قدم أسترالية)
جاك إيفانز (بالإنجليزية: Jack Evans)‏ هو لاعب كرة قدم أسترالية أسترالي، ولد في 28 مارس 1891 في Mount Egerton, Victoria ‏ في أستراليا، وتوفي في 22 أكتوبر 1966 في Preston, Victoria ‏ في أستراليا.

## وصلات خارجية
- جاك إيفانز (لاعب كرة قدم أسترالية) على موقع AustralianFootball.com (الإنجليزية)
- جاك إيفانز (لاعب كرة قدم أسترالية) على موقع AFLtables.com (الإنجليزية)